# Дјачов
Дјачов (слч. Ďačov) насељено је мјесто са административним статусом сеоске општине (слч. obec) у округу Сабинов, у Прешовском крају, Словачка Република.

## Становништво
| Година:    | 1994. | 2004.   | 2014.   | 2024.   |
| ---------- | ----- | ------- | ------- | ------- |
| Број људи: | 739   | 747     | 756     | 744     |
| Разлика:   |       | +1,08 % | +1,20 % | -1,58 % |

| Година:    | 2023. | 2024.   |
| ---------- | ----- | ------- |
| Број људи: | 736   | 744     |
| Разлика:   |       | +1,08 % |

Према подацима о броју становника из 2011. године насеље је имало 766 становника.